# Guillaume della Chiusa
Guillaume della Chiusa (de La Cluse probablement de l'abbaye San Michele della Chiusa) était un moine bénédictin, originaire de la vallée de la Maurienne, né vers 1048 ou 1050.
Il est considéré comme l'auteur de la plus ancienne chronique de Savoie en vers latins, et dit avoir écrit ses chroniques à partir de traditions orales, car tous les documents de son monastère furent incendiés ou dévastés par les Sarrasins.